# دیه‌گو هیپولیتو لوپز
دیه گو هیپولیتو لوپز (به پرتغالی: Diego Hipólito da Silva Lopes) هافبک اهل برزیل است که در شهر سائوپائولو و در تاریخ ۳ مهٔ ۱۹۹۴ به دنیا آمده‌است.
دیه گو هیپولیتو لوپز در تیم‌های فوتبال بنفیکا سابقهٔ حضور دارد.